# Парфит, Дерек
Де́рек Э́нтони Па́рфит (англ. Derek Antony Parfit; 11 декабря 1942, Чэнду, Сычуань, Китайская республика — 2 января 2017, Лондон, Англия, Великобритания) — британский аналитический философ, специализировавшийся на проблеме тождества личности, нормативной этике и метаэтике, и рациональности. Один из самых влиятельных моральных философов XX и раннего XXI столетий. Наиболее известными философскими работами являются его первая статья «Personal Identity» («Тождество личности»), принёсшая ему мировое признание, и две монографии — «Reasons and Persons» («Доводы и лица») и «On What Matters» («О важном»), ставшие классикой философской и этической мысли. Главные идеи — несущественность тождества личности во времени, выживание не абсолютно, отказы от индивидуалистической и эгоистической теории рационального действия и от эгоистического принципа личностного интереса.
С раннего возраста увлекался поэзией. Обучался в Итонском колледже, где углублённо изучал историю Нового времени и где впервые познакомился с философией. Проходил стажировку в Колумбийском и Гарвардском университетах в США. Затем учился в Колледже всех душ при Оксфордском университете, где потом проработал всю жизнь. Читал лекции в Гарвардском, Ратгерском и Нью-Йоркском университетах в качестве приглашённого специалиста. В 2014 году был удостоен премии Рольфа Шока, за «революционные идеи в области тождества личности и анализ структуры моральных теорий».

## Биография
Родился 11 декабря 1942 года в китайском городе Чэнду в провинции Сычуань, в семье врачей-миссионеров Джесси Парфит (Jessie Parfit; в девичестве — Браун, Browne) и Нормана Парфита (Norman Parfit), которые познакомились в Оксфордском университете, а поженились 29 июля 1935 года в Северном Оксфорде. После получения учёных степеней в том же году, при содействии британского Церковно-миссионерского общества перебрались из Великобритании в Китай, чтобы преподавать там профилактическую медицину в христианском миссионерском госпитале; все бабушки и дедушки Дерека также были миссионерами. В 1937 году Джесси и Норман стали вести просветительскую работу в управлении здравоохранения университета West China Union. В 1939 году у пары родился первенец — дочь Теодора (Theodora). В девятимесячном возрасте Дерек чуть не умер от инвагинации кишечника; его спасла мать, точно определившая причину недомогания. Через несколько лет после рождения Дерека семья возвратилась в Великобританию, в Оксфорд; там родился третий ребёнок — дочь Джоанна (Joanna). В семилетнем возрасте, будучи горячо верующим человеком, мечтал стать монахом, однако к восьми годам разочаровался в вере, так как считал, что «хороший» Бог посылать людей в ад не будет, а раз учителя ошибаются насчёт доброты Бога, решил, что ошибаются и насчёт его существования; его родители также потеряли веру незадолго до переезда в Великобританию. Тогда же занялся написанием стихотворений; с 9—10 лет мечтал стать поэтом.
Посещал экстерном школу Dragon School в Оксфорде, где получил высшую стипендию. Затем учился в Итонском колледже в Итоне, где особое внимание уделял изучению истории; там же впервые познакомился с философией, которую сильно полюбил. В философском клубе, существовавшем при колледже, читал свои доклады о свободе воли и «пустыне», о Боге и проблеме зла. Также принимал участие в редакции периодического издания колледжа — Eton College Chronicle. Ранним летом 1961 года, по приглашению редактора Уильяма Шона, отправился в Нью-Йорк, США, чтобы занять временную должность в журнале The New Yorker, в котором год спустя опубликовал стихотворение собственного сочинения — «Photograph of a Comtesse». В Баллиол-колледже в 1961—1964 годах читал лекции по истории, там же получил стипендию по истории. В 1961 году поступил в Оксфордский университет, где изучал историю Нового времени; в 1964 году получил степень бакалавра искусств. В 1964 году потерпел неудачу, когда участвовал в конкурсе на получение стипендии Колледжа всех душ по специальности истории, однако, уже имея стипендию Харкнесса, всё же смог продолжить научную карьеру, отправившись проходить курс обучения в Колумбийском и Гарвардском университетах в США на два года. По собственным словам, в течение этих двух лет Парфит имел возможность изучать всё, что хотел, что дало ему время для принятия решения в вопросе: продолжить научную карьеру историка или же поменять направление на философское. Однажды посетил лекцию некого континентального философа на тему смысла жизни и самоубийства, но мало что из неё понял; тогда решил сходить послушать выступление аналитического философа, и хотя тема и была тривиальной, уже смог понять всё, что услышал, по этой причине стал заниматься именно аналитической философией. Благодаря этому опыту, в конечном счёте выбрал философию. В январе 1967 года вернулся в Великобританию, после чего приступил к обучению в Баллиол-колледже по программе бакалавриата философии; первыми учителями стали: Питер Стросон, Альфред Айер, Дэвид Пирс и Ричард Хэйр. Осенью того же года, уже по специальности философии, смог получить стипендию в Колледже всех душ, что дало возможность заниматься исследовательской работой без преподавательских обязательств в течение семи лет. По рекомендации ректора колледжа Джона Спэрроу, сменил программу бакалавриата на докторскую с темой — «Философское понятие тождества личности», научным руководителем выступил Алан Монтефиоре. После завершения стипендии стал научным сотрудником колледжа, а в 1984 году стал старшим научным сотрудником, коим оставался до конца жизни.
В январе 1971 года в журнале The Philosophical Review была опубликована его первая философская статья — «Personal Identity» («Тождество личности»), которая вскоре принесла ему признание и всемирную известность. В ней Парфит предложил новый подход к решению проблемы тождества личности: «что делает некоторую личность x, существующую в определённый момент времени t, тождественной некой личности y, существующей уже в более поздний момент времени t'». В статье утверждалось, что «непрерывность существования» представляет собой лишь определённые взаимоотношения между ментальными состояниями, имеющимися в разные моменты времени, и что рациональным для личности является лишь некая психологическая связь с собой будущим, а не бытие этой же самой личностью. В подтверждение привёл несколько мысленных экспериментов, наиболее известный из которых основан на эмпирической возможности существования у пациентов с синдромом «расщеплённого мозга» (split-brain) разделённого потока сознания. В 1977 году ему была присуждена премия Т. Х. Грина за эссе «Prudence, Morality and the Prisoner’s Dilemma» («Благоразумие, моральность и дилемма заключённого»). В 1982 году впервые познакомился со своей будущей женой, философом Джанет Ричардс; спустя 29 лет, в 2010 году они поженились. Занимал ряд должностей в Гарвардском, Ратгерском и Нью-Йоркском университетах в качестве приглашённого специалиста, где читал лекции.
В 1984 году опубликовал свою первую книгу «Reasons and Persons» («Доводы и лица»); практически сразу после публикации стала классикой философской и этической мысли, сенсацией в среде англоязычных философов, которые были впечатлены оригинальностью работы, сложной изобретательной аргументацией, масштабностью исследования. В основу легли идеи, высказанные им в статьях 1970—1980-х годов, в том числе в «Тождестве личности» и «Благоразумии, моральности и дилемме заключённого». Второе издание было выпущено в 1987 году, которое включало в себя 4 части и 10 приложений, в нём рассматривались проблемы рационального и морального действия, тождества личности, этики будущих поколений и аксиологии. В книге утверждалось, что традиционные представления о природе личности в философии и тождественности личности во времени являются ошибочными: не существует никакой уникальной сущности, «Я», что лежала бы в основе психического опыта и предпочтений, которые можно было бы приписать определённому человеку в определённый момент, и нет никакой обязательной связи между персональной идентичностью и «выживанием» личности; делался вывод, что персональная идентичность «не имеет значения». В 1986 году был избран членом Британской академии. В 1990-х годах, вместе с другими философами, планировал участвовать в написании сборника, состоящего из ответов на критику «Доводов и лиц», но, ввиду того, что материала для публикации накопилось слишком много, впоследствии решил отстраниться от проекта и переключиться на работу над новой монографией (будущая «On What Matters»), которая будет частично основана на этом материале; из-за этого сборник «Reading Parfit» («Читая Парфита») был опубликован с большим опозданием, в 1997 году, и без ответов самого Парфита.
В 1990-х годах приступил к реализации проекта, в котором планировал обосновать моральный реализм. Начиная с середины 1990-х годов начал активно изучать работы Иммануила Канта, к которому до этого относился скептически. В 2002 году прочитал Таннерские лекции об общечеловеческих ценностях в Калифорнийском университете в Беркли. В 2011—2017 годах была опубликована трёхтомная монография «On what matters» («О важном»), на написание которого потрачено 15 лет; первые два тома были опубликованы в 2011 году, третий — в 2017 году. Главный тезис работы — три основные традиции нормативной этики — консеквенциализм, кантианство и контрактуализм — в конечном счёте друг другу не противоречат, и с некоторыми изменениями могут быть объединены в одну, «тройственную теорию» («Triple Theory»), если при этом будет отброшено «проблематичное» и сохранено «значимое». В 2014 году был удостоен премии Рольфа Шока, за «революционные идеи в области тождества личности и анализ структуры моральных теорий». Последняя публикация — статья «Future people, the non-identity problem, and person-affecting principles» 2017 года; редакторы приняли работу за несколько часов до смерти Парфита.
Умер ночью с 1 по 2 января 2017 года, в возрасте 74 лет, в своём доме в Лондоне, Англия.

## Личная жизнь
Был женат на философе Джанет Ричардс; детей не имел. Придерживался атеистических взглядов и движения эффективного альтруизма. Редко давал интервью. Единственным хобби была архитектурная фотография; часто фотографировал одни и те же здания, как перфекционист, в таких городах, как Венеция и Санкт-Петербург, которые ежегодно посещал с 1975 по 1998 год.
Трудился каждый день, с момента пробуждения до поздней ночи. Боялся терять время; для того чтобы экономить время и как можно меньше отвлекаться от работы, решил «упростить свою жизнь»: ел в день только два раза, при этом почти одно и то же, негорячую пищу, сырые фрукты и овощи, вместо заваривания ел растворимый кофе, запивая его водой из-под крана; иногда на комоде держал открытую книгу, чтобы читать что-то во время надевания носков. Чтобы не мучиться над выбором, какую одежду надеть, каждый день носил одно и то же: одинаковые чёрные брюки и белые рубашки. В последние десять лет жизни активно занимался на велотренажёре, чтобы «сохранить умственные и физические способности».

## Философия
В первой своей философской публикации, которая ляжет в основу многих последующих работ, статье «Personal Identity» («Тождество личности») 1971 года, опубликованной в журнале The Philosophical Review, рассуждал о природе личности и проблеме её тождества, предложил новый подход к осмыслению тождества, выдвинув два тезиса — (а) предположения о том, что на вопрос о тождественности себе будущему обязательно должен быть дан определённый ответ «да» или «нет», не являются в достаточной мере обоснованными; (б) многие важные вопросы касаемо своего будущего выживания и прочего могут быть разрешены и без решения проблемы тождества личности. Приводил ряд мысленных экспериментов, например, о ситуации, когда, путём разъединения мозга, сознание было бы разделено на две части, отдельные потоки, пробывшие в этом состоянии какое-то определённое время, будучи никак не связанными друг с другом, затем будут вновь соединены вместе; приводя этот пример, Парфит пытался доказать, что психологическая непрерывность и связанность не гарантируют, что личность будет тождественна, и что тождество личности в некоторых случаях является неопределённым фактом. На основе этого делал вывод, что наиболее правильным решением будет предпочесть продолжение своей «психологии» вместо тождества личности, если они вступают в конфликт; предпочесть сугубо индивидуальному выживанию заботу о ком-то другом, кто психологически подобен себе в достаточной мере, чтобы смог реализовать некогда задуманное собой.
В своей первой монографии, «Reasons and Persons» («Доводы и лица»), опубликованной в 1984 году, не выходил за рамки нормативной этики, рассматривал только одну единственную концепцию — консеквенциализм; выдвигал аргументы, что теория собственного интереса, мораль здравого смысла и консеквенциализм опровергают сами себя косвенным путём, и чтобы решить эту проблему, предлагал разработать единую теорию морали, сблизив пересмотренные консеквенциализм и мораль здравого смысла. Помимо этого рассуждал в ней об аксиологии. По мнению Парфита, в основе светской морали, за которой видел будущее, должен быть отказ от индивидуалистической и эгоистической теории рационального действия. Аргументирует в пользу непризнания рациональной основой морального действия преследование своих личных интересов; по-настоящему этическое и рациональное действие должно отказаться от «самости»; отказ от самости рассматривал как «освобождение от оков собственного „Я“». Эта позиция, ввиду схожести с буддийским учением «анатмана», в дальнейшем получила название «оксфордский буддизм». Впоследствии активно участвовал в движении «эффективного альтруизма», сторонники которого полагают, что с рациональной точки зрения делать мир лучше с помощью методов, которые имеют доказательное подтверждение своей эффективности, — моральное обязательство каждого; примеры таких методов — вегетарианство и пожертвования бедным 10 % своего дохода. Помимо метафизики проблемы тождества личности, Парфита серьёзно волновало существование объективных моральных истин; многие его коллеги относились к этим истинам скептически, что его беспокоило, ввиду этого активно работал над тем, чтобы убедить других в существовании объективной морали. Плоды этой работы будут отражены в его последующей монографии.
К концу XX века Парфит заострил своё внимание на том, чтобы объединить три главные, соперничающие с собой, философские традиции в этике — консеквенциализм, контрактуализм Томаса Скэнлона и кантианство; рассматривал возможность, что эти традиции могут быть выражениями одной и той же позиции; кроме того стал придерживаться бескомпромиссного реализма по отношению к морали и нормативному вообще. Впоследствии стал уделять большее внимание метаэтическим проблемам. Начал активно изучать работы Иммануила Канта, к которому до этого относился скептически, считал, что тот ответственен за просачивание «дурного стиля» в философию; позднее так считать перестал, вместо этого стал ценить за стремление дать объективное обоснование морали. Критиковал прескриптивизм философа Ричарда Хэара и другие формы нонкогнитивизма, так как считал, что они приводят к тому, что ничего не имеет значения. Все эти идеи нашли своё отражение в его трёхтомной монографии «On What Matters» («О важном»), первые два тома которого были опубликованы в 2011 году, а третий — в 2017 году; представляет собой сборник, значительный вклад в написание которого внесли и другие авторы-философы, в ней рассматривается практически вся метаэтика и теория причин.

## Влияние
Один из самых влиятельных моральных философ XX и раннего XXI столетий, получивший широкое признание не только среди философов, но и экономистов, теоретиков права и политики, и других.

### Книги
- Reasons and Persons. — 1984.
- On What Matters. — Clarendon Press, 2011—2017.

### Статьи
- Personal Identity (англ.) // The Philosophical Review. — 1971. — Vol. 80, iss. 1. — P. 3–27. — ISSN 0031-8108. — doi:10.2307/2184309.
- On "The Importance of Self-Identity" (англ.) // The Journal of Philosophy. — 1971. — Vol. 68, iss. 20. — P. 683–690. — ISSN 0022-362X. — doi:10.2307/2024939.
- Later selves and moral principles (англ.) // Philosophy and Personal Relations: An Anglo-French Study : сборник  / In Alan Montefiore (ed.). — Montreal: McGill–Queen's University Press, 1973. — P. 137—169. — doi:10.2307/j.ctt1w6td5r.9.
- Iv Lewis, Perry, and What Matters (англ.) // Identities of Persons  / In Amélie Oksenberg Rorty (ed.). — University of California Press, 1976. — P. 91–108. — ISBN 978-0-520-35306-0. — doi:10.1525/9780520353060-005.
- Innumerate Ethics // Philosophy & Public Affairs. — John Wiley & Sons, 1978. — Т. 7, вып. 4. — С. 285–301. — ISSN 0048-3915.
- Is Common-Sense Morality Self-Defeating? // The Journal of Philosophy. — Journal of Philosophy, Inc., 1979. — Т. 76, вып. 10. — С. 533–545. — ISSN 0022-362X. — doi:10.2307/2025548.
- Derek Parfit. Correspondence // Philosophy & Public Affairs. — John Wiley & Sons, 1981. — Т. 10, вып. 2. — С. 180–181. — ISSN 0048-3915. — JSTOR 2264977.
- An Attack on the Social Discount Rate (англ.) // Philosophy & Public Policy Quarterly. — 1981. — Vol. 1, iss. 8, no. 1. — doi:10.13021/g8pppq.11981.1282.
- Prudence, Morality, and the Prisoner’s Dilemma (англ.). — Oxford: Oxford University Press, 1981. — ISBN 0856722111.
- Personal Identity and Rationality (англ.) // Synthese : журнал. — Springer Nature, 1982. — Vol. 53, no. 2. — P. 227—241. — doi:10.1007/bf00484899.
- Future Generations: Further Problems // Philosophy & Public Affairs. — John Wiley & Sons, 1982. — Т. 11, вып. 2. — С. 113–172. — ISSN 0048-3915.
- Rationality and Time (англ.) // Proceedings of the Aristotelian Society. — 1984. — 1 June (vol. 84, iss. 1). — P. 47–82. — doi:10.1093/aristotelian/84.1.47.
- Comments // Ethics. — University of Chicago Press, 1986. — Т. 96, вып. 4. — С. 832–872. — ISSN 0014-1704. — doi:10.1086/292802.
- A Reply to Sterba // Philosophy & Public Affairs. — John Wiley & Sons, 1987. — Т. 16, вып. 2. — С. 193–194. — ISSN 0048-3915.
- Divided Minds and the Nature of Persons (англ.) // Mindwaves: Thoughts on Intelligence, Identity, and Consciousness  / In Colin Blakemore & Susan Greenfield (eds.). — Wiley-Blackwell, 1987. — P. 19—26.
- Why Does the Universe Exist? (англ.) // The Harvard Review of Philosophy. — 1991. — Vol. 1, iss. 1. — P. 4–5. — ISBN 10626239. — doi:10.5840/harvardreview1991111.
- The Puzzle of Reality: Why Does the Universe Exist? (англ.) // Metaphysics: The Big Questions  / In Peter van Inwagen & Dean W. Zimmerman (eds.). — Oxford: Wiley-Blackwell, 1991. — P. 418—427.
- The Indeterminacy of Identity: A Reply to Brueckner // Philosophical Studies: An International Journal for Philosophy in the Analytic Tradition. — Springer Nature, 1993. — Т. 70, вып. 1. — С. 23–33. — ISSN 0031-8116. — doi:10.1007/bf00989660.
- Acts and Outcomes: A Reply to Boonin-Vail // Philosophy & Public Affairs. — Wiley-Blackwell, 1996. — Т. 25, вып. 4. — С. 308–317. — ISSN 0048-3915. — doi:10.1111/j.1088-4963.1996.tb00044.x.
- The unimportance of identity (англ.) // Identity  / In H. Harris (ed.). — Oxford University Press, 1997. — P. 13—45.
- Derek Parfit, John Broome. Reasons and Motivation // Proceedings of the Aristotelian Society, Supplementary Volumes. — 1997. — Т. 71. — С. 99–146. — ISSN 0309-7013.
- Equality and Priority (англ.) // Ratio. — 1997. — Vol. 10. — Iss. 3. — P. 202–221. — doi:10.1111/1467-9329.00041.
- Experiences, subjects, and conceptual schemes (англ.) // The Philosophy of Sydney Shoemaker. — Spring & Fall, 1999. — Vol. 26. — Iss. 1—2. — P. 217—270. — ISBN 02762080. — doi:10.5840/philtopics1999261/245.
- Bombs and Coconuts, or Rational Irrationality (англ.) // Practical Rationality and Preference: Essays for David Gauthier : сборник  / In Christopher W. Morris & Arthur Ripstein (eds.). — New York: Cambridge University Press, 2001. — P. 81—97.
- Equality or Priority // The Lindey Lecture. — University of Kansas, Department of Philosophy, 1991.
- Reductionism and Personal Identity // Philosophy of Mind: Classical and Contemporary Readings  / In David John Chalmers (ed.). — New York: Oxford University Press USA, 2002.
- What We Could Rationally Will (англ.) // The Tanner Lectures on Human Values. — University of California at Berkeley, 2002.
- Why Our Identity Is not What Matters // Personal identity  / In Raymond Martin & John Barresi (eds.). — Blackwell, 2003. — С. 115—143.
- Overpopulation and the Quality of Life (англ.) // The Repugnant Conclusion  / In Jesper Ryberg (ed.). — 2008. — P. 7—22.
- Another Defence of the Priority View // Utilitas. — Cambridge University Press, 2012. — Vol. 24. — Вып. 3. — С. 399—440. — doi:10.1017/S095382081200009X.
- We Are Not Human Beings // Philosophy. — Cambridge University Press, 2012. — Т. 87, вып. 339. — С. 5–28. — ISSN 0031-8191. — doi:10.1017/s0031819111000520.
- Can We Avoid the Repugnant Conclusion? (англ.) // Theoria. — 2016. — Vol. 82. — Iss. 2. — P. 110—127. — doi:10.1111/theo.12097.
- Future People, the Non-Identity Problem, and Person-Affecting Principles // Philosophy & Public Affairs. — 2017. — Т. 45, вып. 2. — С. 118–157. — ISSN 0048-3915. — doi:10.1111/papa.12088.

## Награды и премии
- Премия Рольфа Шока, за «революционные идеи в области тождества личности и анализ структуры моральных теорий» (2014)[27][25].